# بيتر فان غيرسديل
بيتر تشارلز فان غيرسديل (3 يوليو 1933 - 20 يوليو 2018) كان محافظ تراث إنجليزيًا اشتهر بعمله في استخراج السفينة المدفونة في الموقع الاثري ساتون هوو. من بين الأعمال الأخرى، أشرف على إنشاء قالب جبسي للسفينة، والذي تشكلت منه نسخة طبق الأصل من الألياف الزجاجية للسفينة. ساعد لاحقًا في تشكيل قالب للقارب جرافيني، بالإضافة إلى أعمال التنقيب والترميم الأخرى.
درس فان غيرسديلي في كلية هامرسميث التقنية من عام 1946 إلى عام 1949، وبعد ذلك شارك في صهر وصب القوالب في متحف فيكتوريا وألبرت حتى عام 1951. من عام 1954 إلى حوالي عام 1976 كان محافظ في المتحف البريطاني، وترقى إلى منصب كبير مسؤولي الحفظ في القسم البريطاني والعصور الوسطى. بعد ذلك أصبح مساعدًا لرئيس قسم الآثار في قسم الحفظ بالمواقع التاريخية الوطنية في كندا للمتنزهات الكندية، ثم نائب رئيس قسم الحفظ في المتحف البحري الوطني في لندن. تقاعد في عام 1993، وخلال عيد ميلاده تم تعيينه في مرتبة الشرف ضابطًا في وسام الإمبراطورية البريطانية، تقديراً لخدماته للمتاحف.

## النشأة والتعليم
ولد بيتر تشارلز فان غيرسدايلي في 3 يوليو 1933 في فولهام، جنوب غرب لندن، لعائلة لها جذور في هولندية.   درس بين عامي 1946 و 1949 في كلية هامرسميث التقنية،   حيث أصبح عضوًا في قسم الممثلين في متحف فيكتوريا وألبرت من عام 1949 إلى عام 1951.  
في أوائل الخمسينيات من القرن الماضي، خدم فان غيرسديل في سلاح الجو الملكي.  أثناء وجوده في سلاح الجو الملكي البريطاني بينبروك، في لينكولنشاير، لعب كرة القدم لصالح فريق غريمسبي تاون، بقيادة بيل شانكلي.  حسب شهادة زميله، فان غيرسدايلي «لعب دور لاعب كرة قدم محترف» بعد تسريحه، وخاض تجربة مع كوينز بارك رينجرز إف سي  ، وفي عام 1954 انضم إلى المتحف البريطاني. 

## المتحف البريطاني
من عام 1954 إلى عام 1976، عمل فان غيرسديل في المتحف البريطاني.  بدأ العمل في متجر القوالب، حيث ابتكر نسخًا طبق الأصل من المنحوتات الكلاسيكية،  وترقى ليصبح مسؤول الحفاظ على البيئة في القسم البريطاني والعصور الوسطى.  هناك قاد الفريق المكلف بصنع قالب لسفينة ساتون هوو، ولاحقًا نسخة طبق الأصل من الألياف الزجاجية،   وهي العملية التي كررها في أكتوبر 1970 مع قارب جرافيني.  تضمنت الأعمال الأخرى في المتحف إزالة عام 1964 لفرن البلاط من القرن الثالث عشر من قصر كلارندون،   وهو مشروع، كما هو الحال مع سفينة ساتون هوو،  في 1973ساعده نايجل ويليامز،   في ترميم رسومات الجدران من القرن الرابع عشر من كنيسة سانت ستيفن في قصر وستمنستر.  كما ساعد في أعمال التنقيب في مصنع لونجتون هول للخزف ومقبرة برودستيرز الأنجلو سكسونية.  خلال فترة وجوده في المتحف، درس أيضًا بدوام جزئي للحصول على دبلوم الحفظ في معهد الآثار بجامعة كوليدج لندن، مما ساعده على نشر العديد من المقالات حول عمله.  

### دفن سفينة ساتون هوو

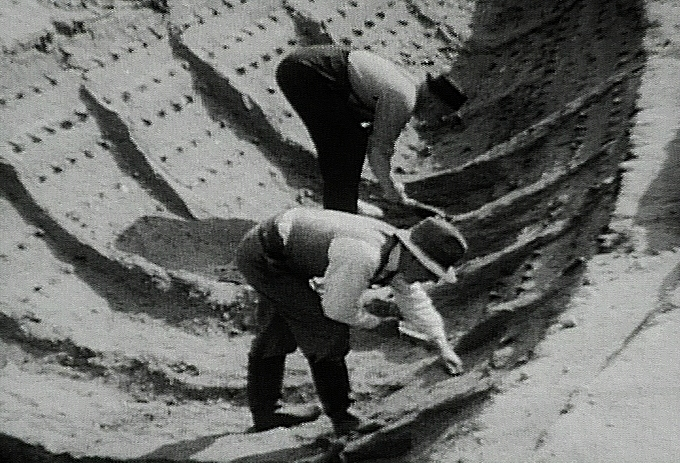
طباعة السفينة أثناء التنقيب عام 1939